# SN 2000U
SN 2000U – supernowa odkryta 4 marca 2000 roku w galaktyce A124527-1210. W momencie odkrycia miała maksymalną jasność 20,20m.